# Aloconota perdita
Aloconota perdita är en skalbaggsart som beskrevs av Thomas Casey 1910. Aloconota perdita ingår i släktet Aloconota och familjen kortvingar. Inga underarter finns listade i Catalogue of Life.